# آراپگیر
آراپگیر (به ترکی استانبولی: Arapgir) یک منطقهٔ مسکونی در ترکیه است که در استان ملطیه واقع شده‌است.